# Frederick Kaiser
Frederick Kaiser (Frederick Henry Kaiser; * 13. Oktober 1889 in New York City; † 17. Februar 1928 in Chicago) war ein US-amerikanischer Geher.
Bei den Olympischen Spielen 1912 in Stockholm erreichte er im Finale des 10.000-Meter-Gehens nicht das Ziel.